# 玉环新城吾悦广场
28°07′02″N 121°13′17″E / 28.11720°N 121.22150°E
玉环新城吾悦广场，又称台州玉环吾悦广场，是位于中华人民共和国浙江省台州市玉环市的一个商业广场。

## 简介
玉环新城吾悦广场位于三潭路与双港路交汇处西南面（玉环喜来登酒店对面）。2017年5月13日，举行玉环新城吾悦广场奠基典礼。它是玉环市规模最大的商业综合体项目，由新城控股集团建造。玉环新城吾悦广场是玉环重点招商引资项目，商业体量达15万平方米，规划有211个室内街商铺，381个室外街商铺。2018月12月14日，正式开业。

## 图库

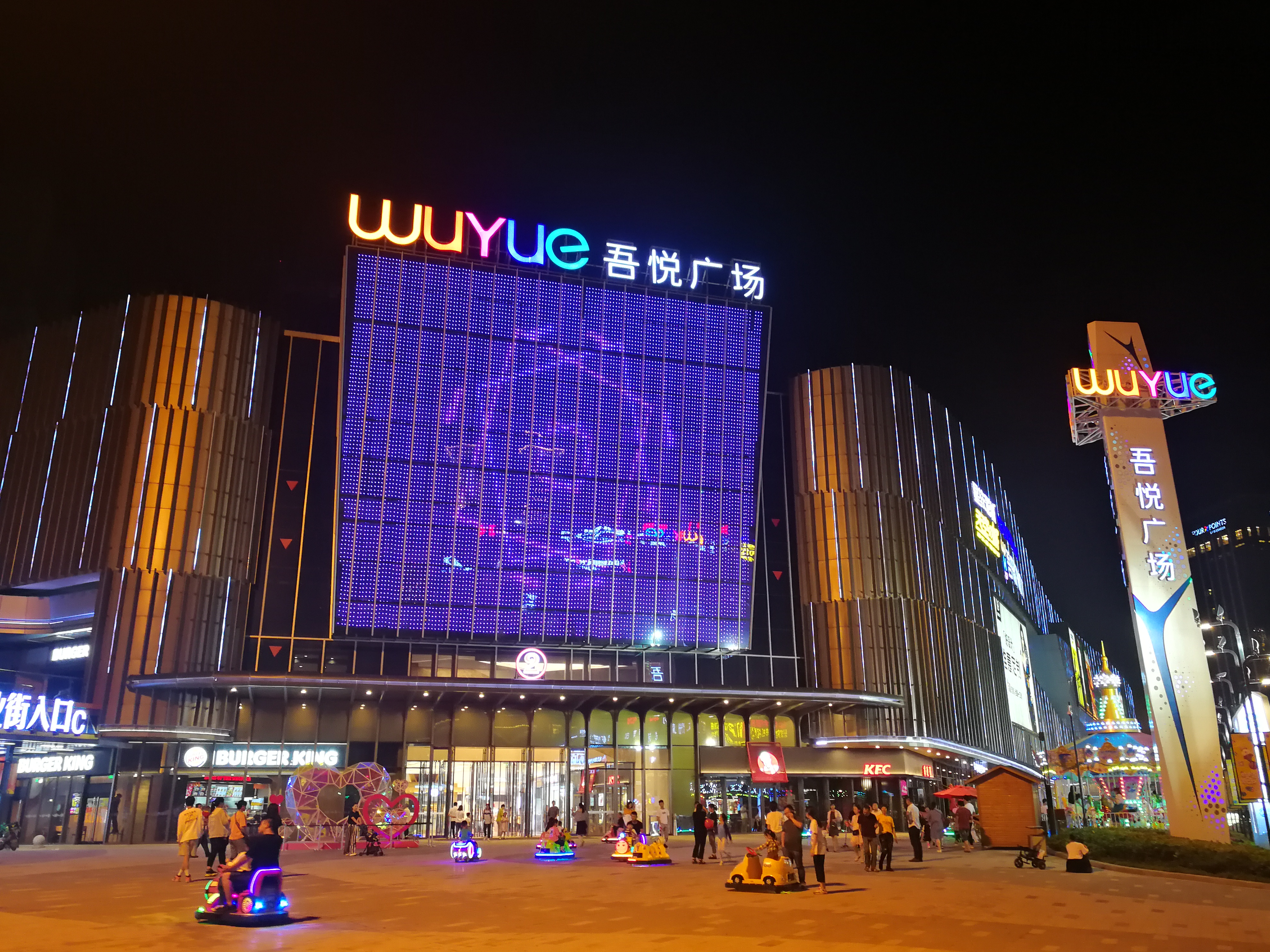
玉环新城吾悦广场夜景
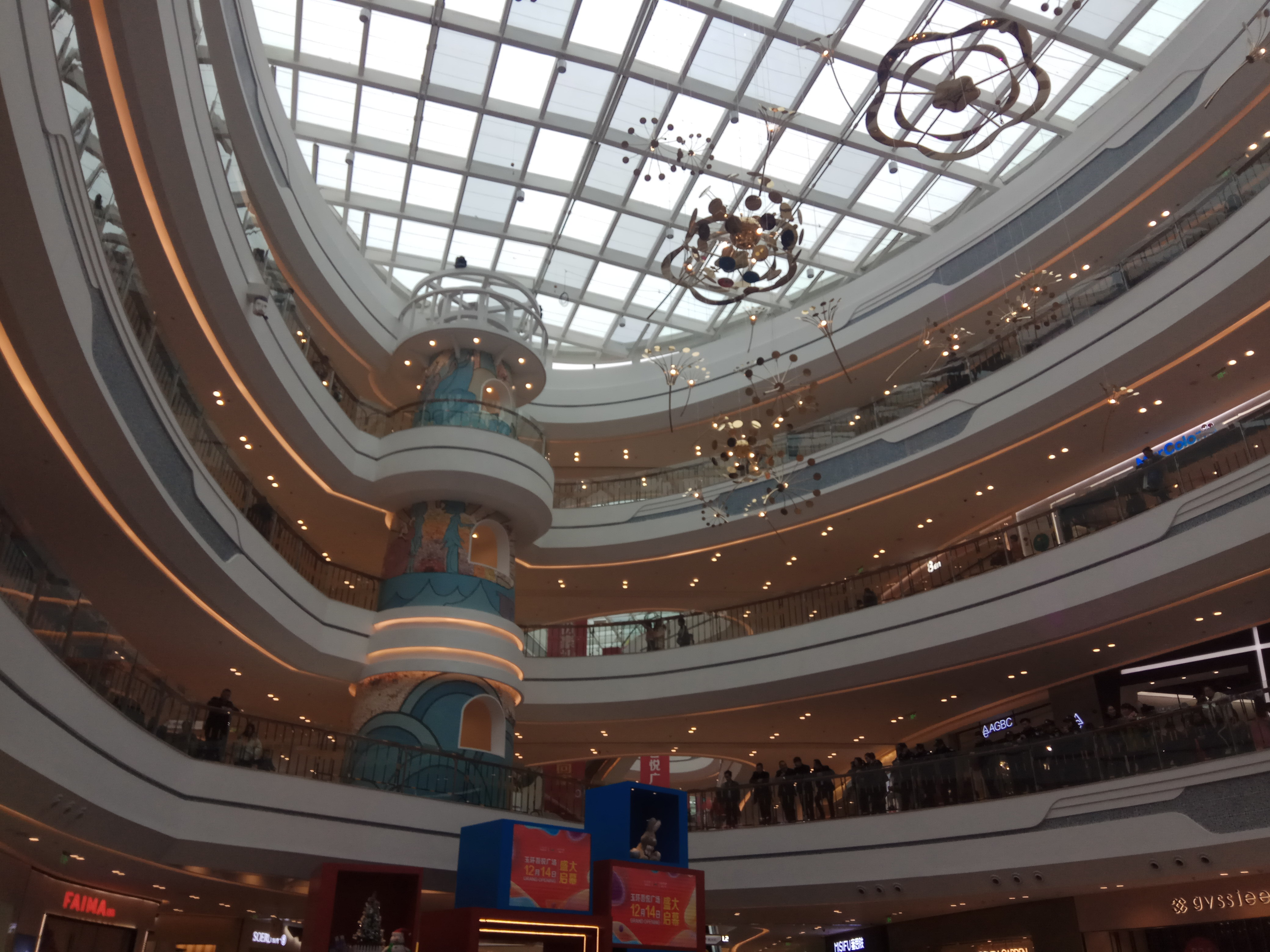
玉环新城吾悦广场内景
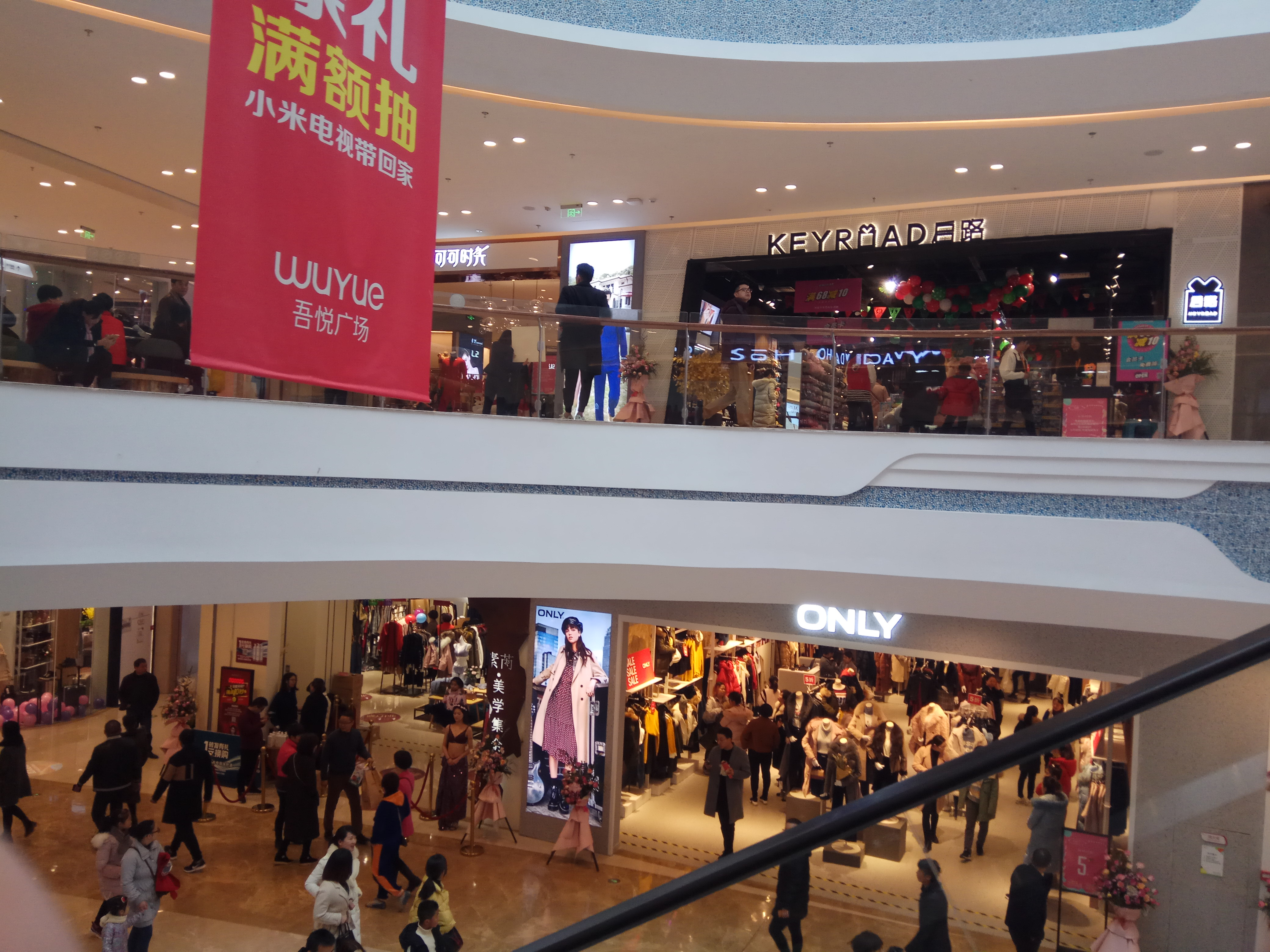
玉环新城吾悦广场内景
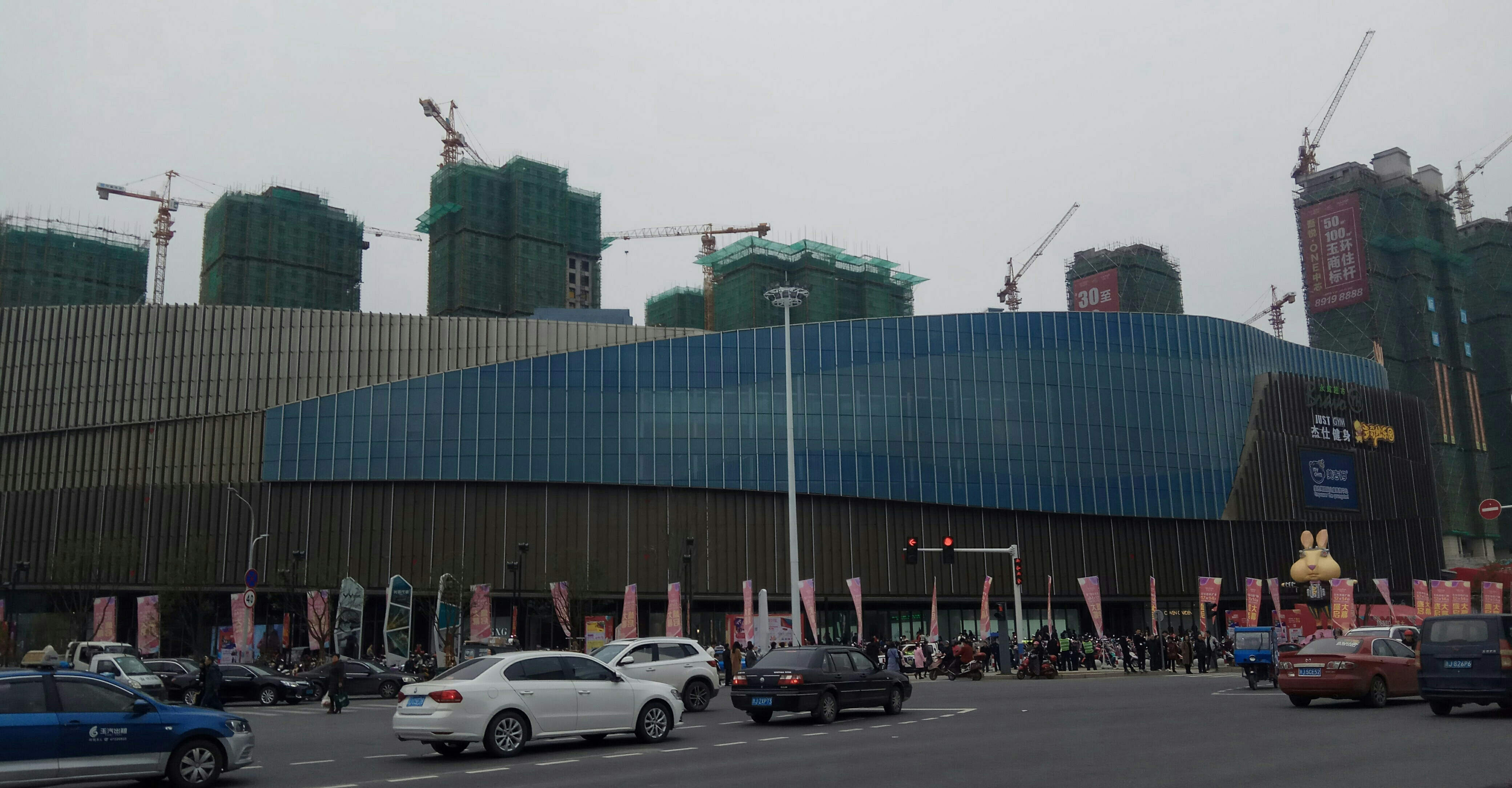
玉环新城吾悦广场外景
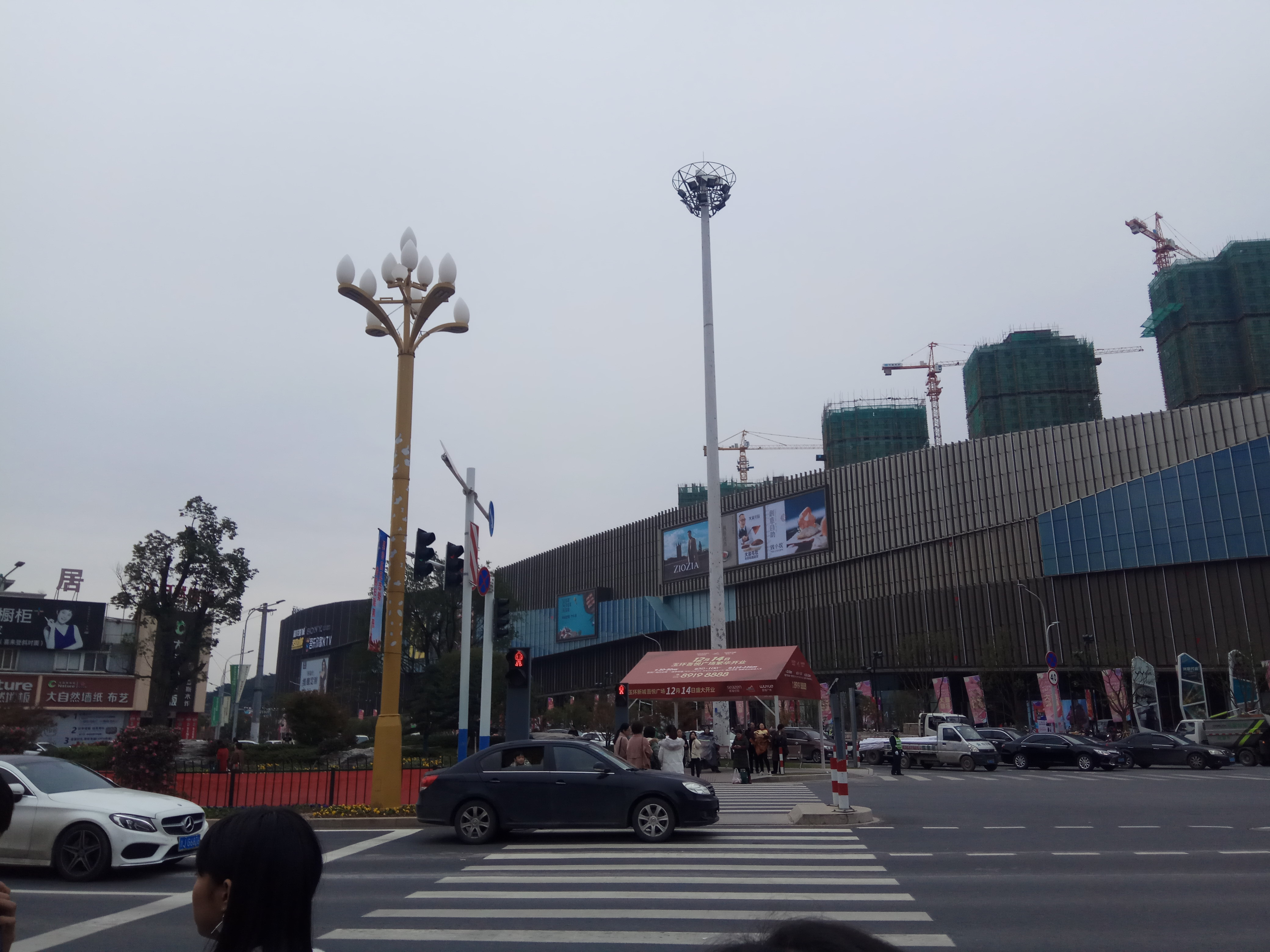
玉环新城吾悦广场外景
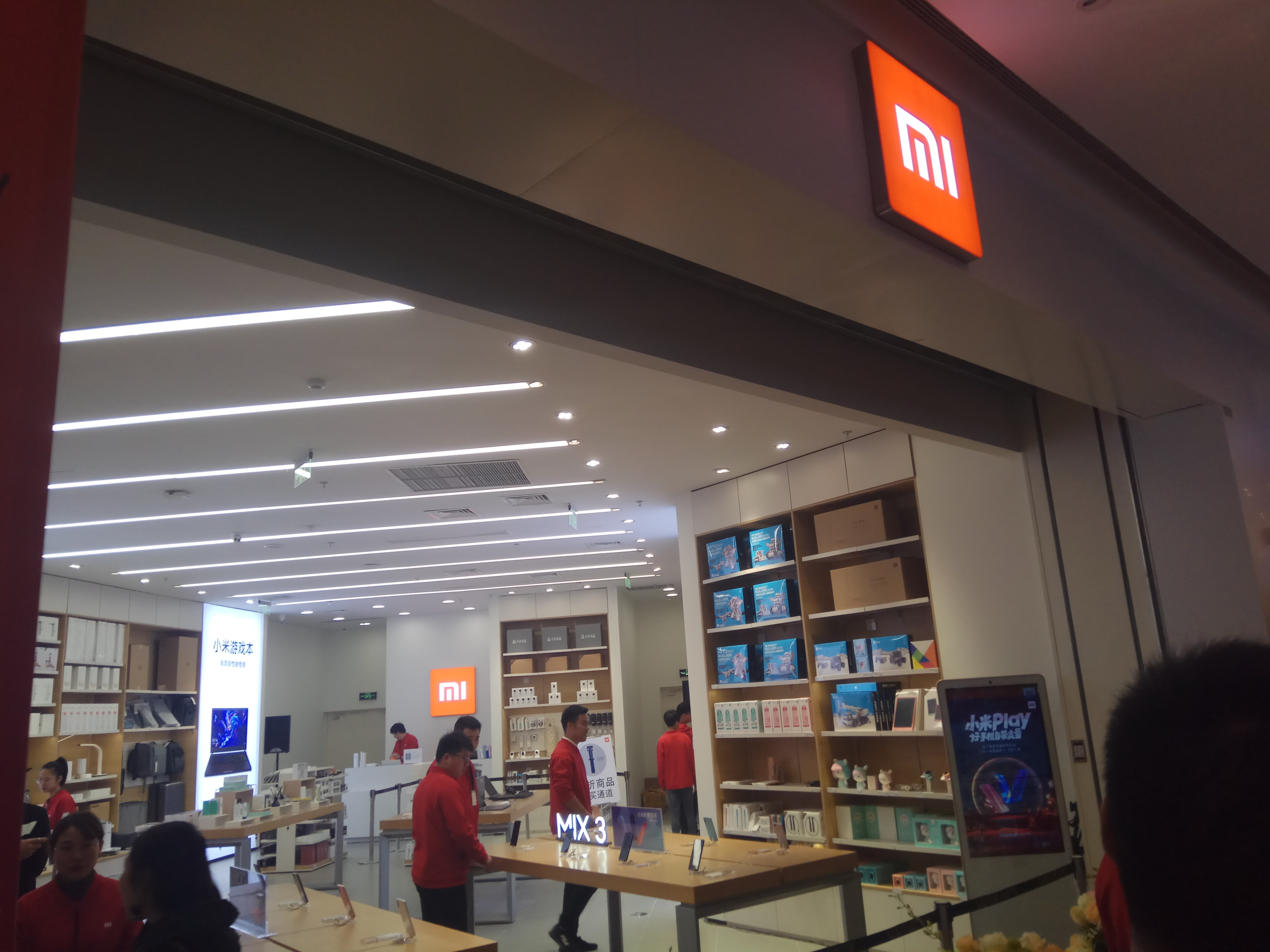
玉环新城吾悦广场小米之家
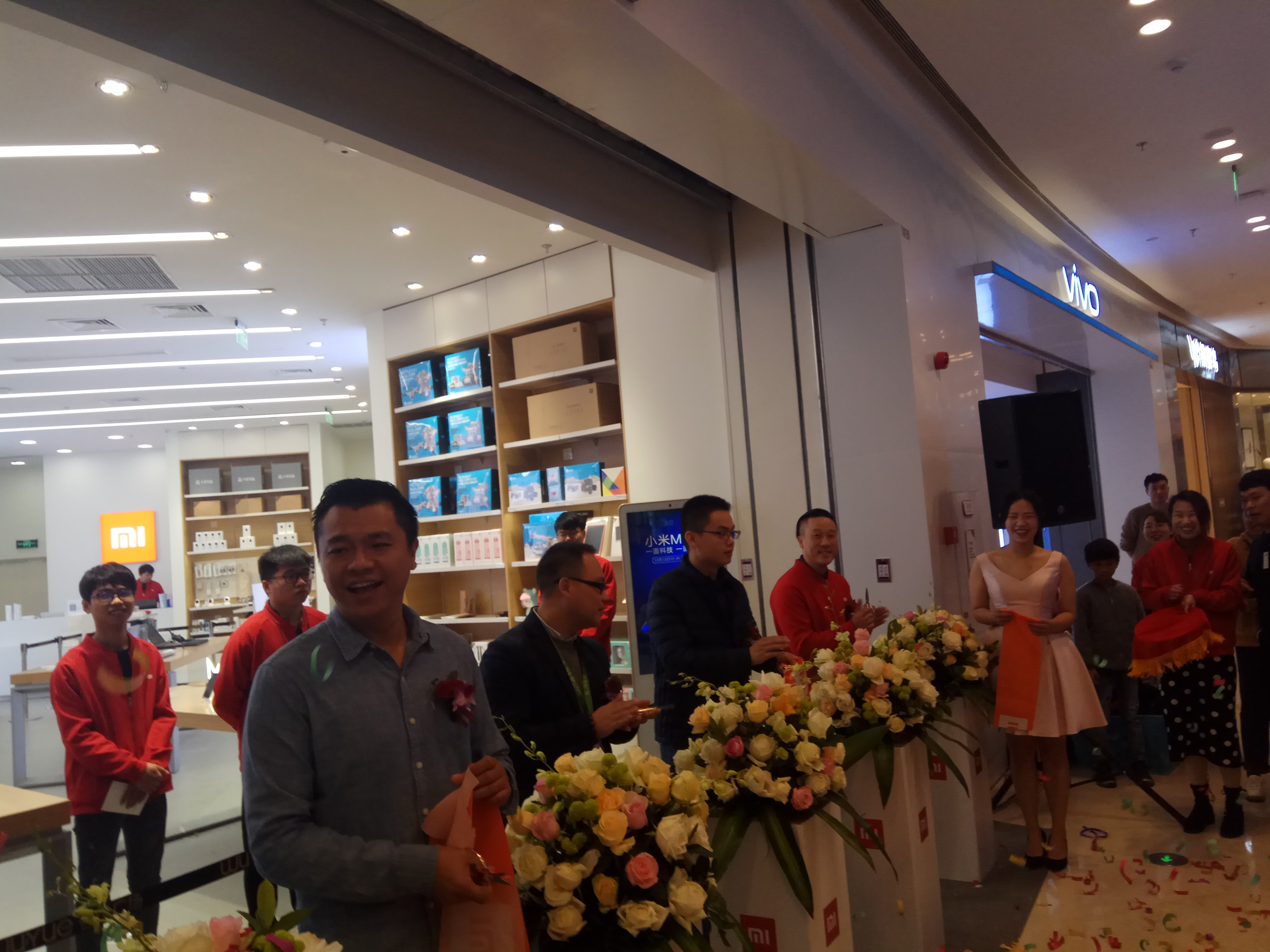
玉环新城吾悦广场开业庆祝
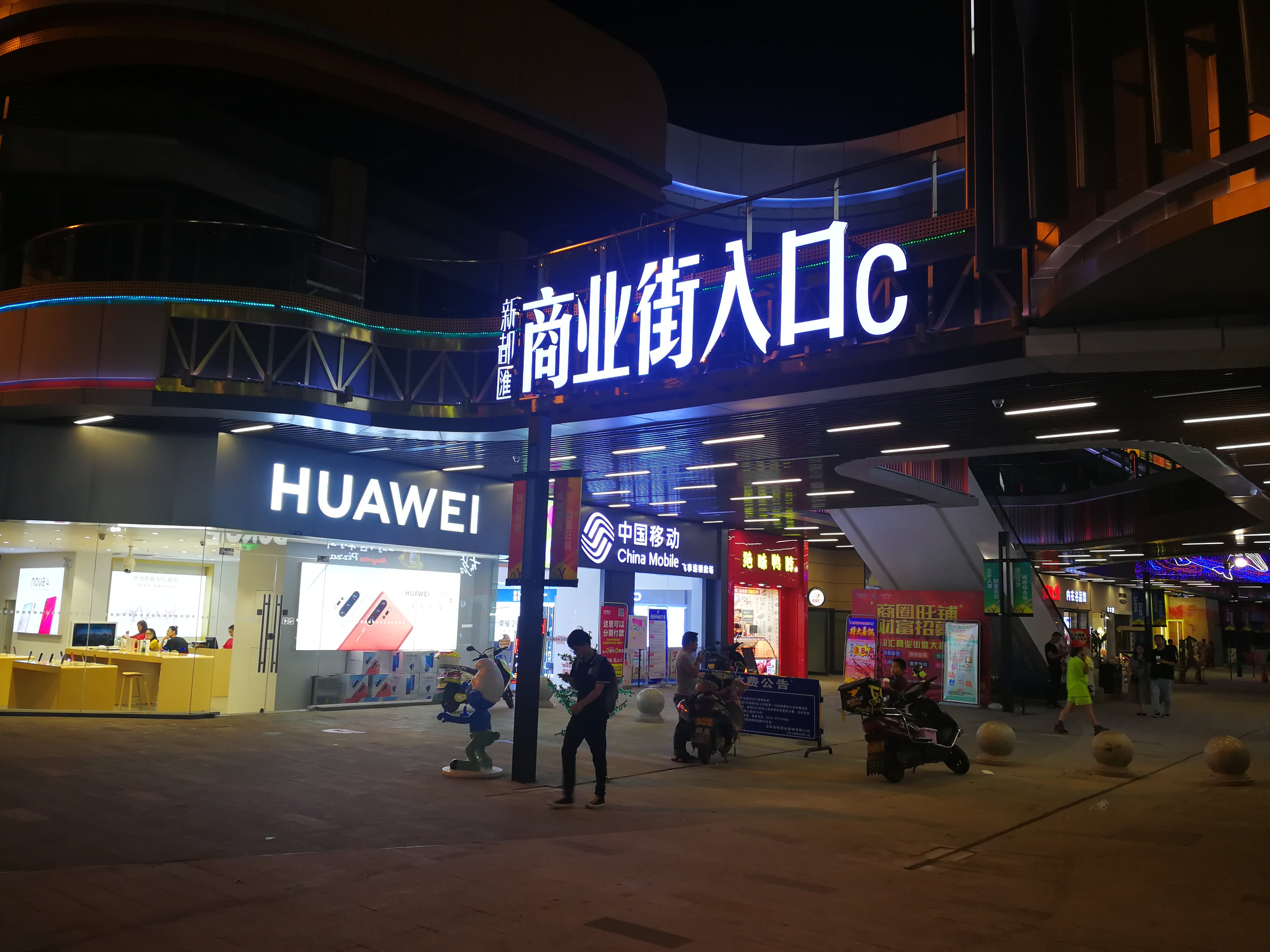
玉环新城吾悦广场商业街入口